# Pithon
Pithon település Franciaországban, Aisne megyében. Lakosainak száma 78 fő (2022. január 1.). Pithon Aubigny-aux-Kaisnes, Dury, Sommette-Eaucourt, Villers-Saint-Christophe és Ham községekkel határos.

## Népesség
A település népességének változása:
| Lakosok száma | 86   | 92   | 110  | 85   | 70   | 79   | 83   | 84   | 82   | 78   |
|               | 1968 | 1982 | 1990 | 2006 | 2013 | 2015 | 2017 | 2019 | 2020 | 2022 |